# Mahan
Pour les articles homonymes, voir Mahan (homonymie).
Mahan (마한, 馬韓) était une confédération de 54 petits États qui a existé du Ier siècle AEC au IIIe siècle EC dans le sud-ouest de la Corée près des côtes de la mer Jaune. Résultant de la rencontre de migrants venus de Gojoseon et de la fédération des Jin, Mahan était l'un des « Trois han » (Samhan : trois confédérations) avec Byeonhan et Jinhan. Baekje était un des états de Mahan qui a fini par en prendre le contrôle. 

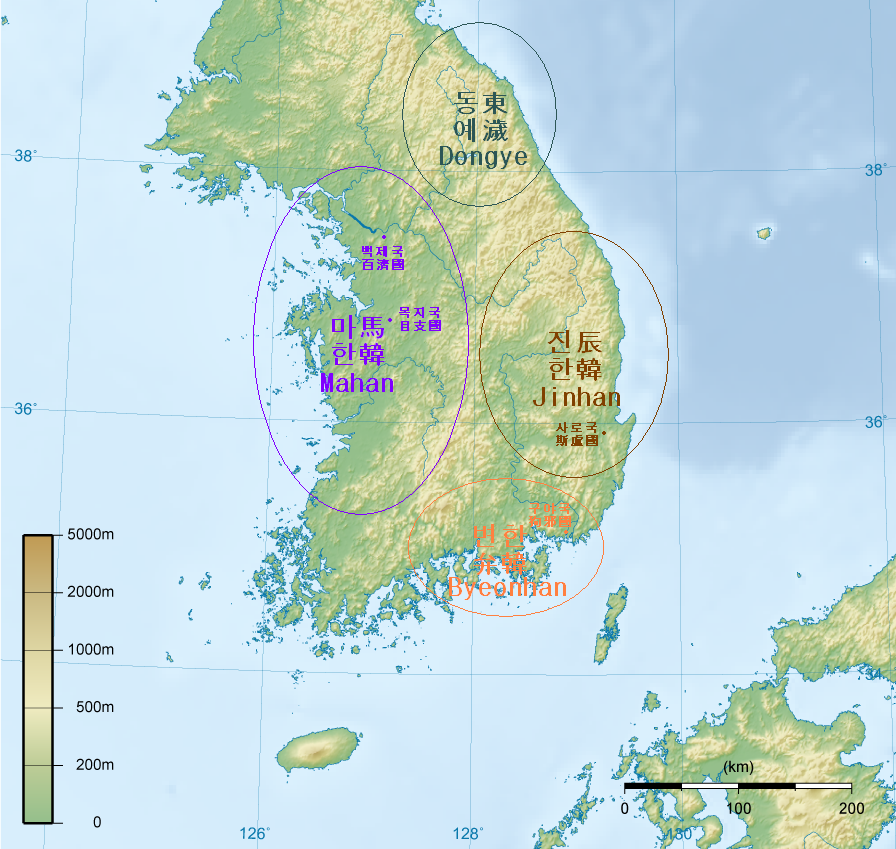
Les confédérations de la période Samhan

## Histoire
Mahan s'est probablement développé à partir des sociétés existantes à l'âge de bronze et a continué d'absorber les migrants venus du nord au cours des siècles. Vers 194-180 AEC, le roi Jun fuit le royaume de Gojoseon après avoir perdu son trône et s'installe avec ses partisans à Jin. La formation de Mahan a certainement été influencée par cette arrivée apportant la culture nordique. Une autre vague de migration se produit avec la chute de Gojoseon et l'installation des quatre commanderies chinoises à la frontière nord de Mahan. 
Au Ier siècle, les états Wolji et Mokji qui dominaient la confédération sortent perdants de leur lutte face à Baekje et perdent ainsi le contrôle du bassin du fleuve Han. Soumis à la pression de Baekje, seuls 20 états survivent jusqu'à la fin du IIIe siècle et au Ve siècle, Baekje prend le contrôle de l'ensemble de Mahan, s'affirmant comme l'un des Trois Royaumes de Corée.

## Politique et culture
Le chef de l'État de Mokji était désigné roi de Jin en référence à l'ancien état de Jin et revendiquait la suzeraineté sur l'ensemble de Samhan. Les chefs politiques s'occupaient des affaires séculières, tandis que les cérémonies religieuses étaient pratiquées par le Cheongun, le seigneur céleste, qui servait de chaman. Il tenait des cérémonies dédiées au ciel. Les fêtes les plus importantes étaient la fête de la récolte lors du dixième mois lunaire et celle du printemps au cinquième mois pour que l'année soit fertile. Elles duraient plusieurs jours.
Une multitude d'objets en bronze et des installations de production indiquent que Mahan était le plus développé des trois Han grâce à la proximité de la Chine et des terres fertiles. Cette période correspond à l'âge de fer en Corée et celui-ci est largement utilisé pour la confections d'outils pour l'agriculture tel que les charrues, les faucilles et les houes. Des réservoirs pour l'irrigation des rizières sont, alors, construits tels que celui de Byeokkolje à Gimje et celui de Euirimji à Jecheon. Bien que la plupart des habitants soient des fermiers, une élite peut se permettre de s'habiller avec de la soie et des chaussures en cuir contrairement au reste de la population avec ses vêtements de chanvre ses chaussures en paille. Ils sont considérés comme un peuple arriéré par les Chinois de cette époque, en partie parce qu'ils n'apprécient pas l'argent ni les chevaux. À son apogée, Mahan recouvre une grande partie du bassin du fleuve Han ainsi que les provinces du Gyeonggi, du Chungcheong et du Jeolla. Chaque état est centré sur une ville fortifiée et regroupe entre 600 et 10 000 foyers, soit plus de 100 000 foyers pour l'ensemble de la confédération. En plus des relations commerciales avec la commanderie chinoise de Lelang, le commerce se fait avec les Hoju, un peuple habitant sur une grande ile, probablement Jeju. Les gens de Mahan parlent pratiquement la même langue que celle de la confédération voisine de Jinhan,.

## Documentation
L'histoire de Mahan est mal connue car il n'y a que peu d'écrits datant de cette période. La source principale est constituée par les Chroniques des Trois Royaumes, chronique historique officielle chinoise de la dynastie Han. 
Les historiens de l'époque Koryo (918-1392) ont d'abord considéré Mahan comme étant le Koguryo en reprenant la conception de Choe Chiwon (né en 857). Ce n'est qu'avec les travaux de Han Baek-gyeom (1552-1615) que le lien entre Mahan et Baekje a été souligné.

## États confédérés
- Gamhae (감해국), aujourd'hui Iksan.

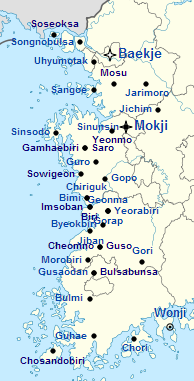
Carte des États confédérés de Mahan dans le sud-ouest de la Corée

- Gamhaebiri (감해비리국), aujourd'hui Hongseong.
- Geonma (건마국), aujourd'hui Iksan.
- Gorap (고랍국), aujourd'hui Namwon.
- Gori (고리국), aujourd'hui Iksan.
- Gobiri (고비리국), aujourd'hui Yangpyeong ou Yeoju.
- Gowon (고원국)
- Gotanja (고탄자국)
- Gopo (고포국), aujourd'hui Buyeo.
- Guro (구로국), aujourd'hui Cheongyang.
- Gusaodan (구사오단국), aujourd'hui Jangseong.
- Guso (구소국), aujourd'hui Jeongeup.
- Guhae (구해국), aujourd'hui Gangjin.
- Naebiri (내비리국)
- Noram (노람국)
- Daeseoksak (대석삭국), aujourd'hui Yangju ou île de Ganghwa.
- Mangno (막로국)
- Mallo (만로국), aujourd'hui Boryeong ou Gunsan.
- Morobiri (모로비리국), aujourd'hui Gochang.
- Mosu (모수국), aujourd'hui Suwon.
- Mokji (목지국), aujourd'hui Cheonan.
- Baekje (백제국), aujourd'hui Séoul.
- Byeokbiri (벽비리국), aujourd'hui Gimje.
- Bulmi (불미국), aujourd'hui Naju.
- Bulsabunsa (불사분사국), aujourd'hui Jeonju.
- Burun (불운국), aujourd'hui Gongju ou Boseong.
- Biri (비리국), aujourd'hui Gunsan.
- Bimi (비미국), aujourd'hui Seocheon.
- Saro (사로국), aujourd'hui Hongseong.
- Sangoe (상외국), aujourd'hui Hwaseong.
- Soseoksak (소석삭국), aujourd'hui l'ile de Gyodong.
- Sowigeon (소위건국), aujourd'hui Boryeong.
- Songnobulsa (속로불사국), aujourd'hui Gimpo.
- Sinbunhwal (신분활국), aujourd'hui Anseong ou Gapyeong.
- Sinsodo (신소도 국), aujourd'hui Taean.
- Sinunsin (신운신국), aujourd'hui Cheonan.
- Sinheun (신흔국), aujourd'hui Daejeon ou Asan.
- Arim (아림국), aujourd'hui Seocheon ou Yesan.
- Yeoraebiri (여래비리국), aujourd'hui Iksan.
- Yeomno (염로국), aujourd'hui Asan.
- Uhyumotak (우휴모탁국), aujourd'hui Bucheon.
- Wonyang (원양국), aujourd'hui Hwaseong ou Paju.
- Wonji (원지국), aujourd'hui Yeosu.
- Illan (일난국)
- Illi (일리국)
- Irhwa (일화국)
- Imsoban (임소반국), aujourd'hui Gunsan.
- Jarimoro (자리모로국), aujourd'hui Icheon.
- Jiban (지반국), aujourd'hui Buan.
- Jichim (지침국), aujourd'hui Eumseong.
- Cheomno (첩로국), aujourd'hui Jeongeup.
- Chori (초리국), aujourd'hui Goheung.
- Chosandobiri (초산도비리국), aujourd'hui Jindo.
- Chiriguk (치리국국), aujourd'hui Seocheon.